# José Luis Torrente
José Luis Torrente és un personatge de ficció creat i interpretat per l'actor i director espanyol Santiago Segura. És el protagonista i antiheroi de la saga cinematogràfica més taquillera del cinema espanyol: Torrente, el brazo tonto de la ley (1998), Torrente 2: Misión en Marbella (2001), Torrente 3: El protector (2005), Torrente 4: Lethal crisis (2011) i Torrente 5: Operación Eurovegas (2014).
Torrente és un policia nacional pròxim al feixisme, franquista, racista, homòfob, masclista, alcohòlic, brut, maleducat i aficionat de l'Atlètic de Madrid que, encara que fa anys que va ser expulsat del cos, continua patrullant amb el seu cotxe els carrers de Madrid fent-se passar per agent de la llei mentre escolta la cançó d'El Fary «Apatrullando la ciudad».